# 키르산 일륨지노프

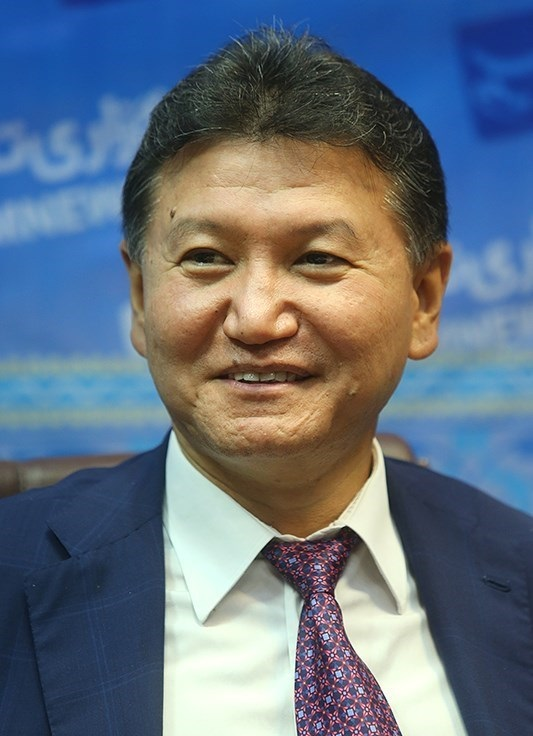
키르산 일륨지노프

키르산 니콜라예비치 일륨지노프(러시아어: Кирса́н Никола́евич Илюмжи́нов, 오이라트어: Үлүмҗин Кирсан 울룸진 키르산, 문화어: 끼르산 일륨쥐노브, 1962년 4월 5일- )는 러시아의 정치인으로 소속 정당은 통합 러시아이다.
1962년 4월 5일 소련 칼미크 소비에트 사회주의 자치 공화국(현재의 러시아 칼미크 공화국)의 수도 옐리스타에서 태어났다. 아버지 니콜라이는 기사이고, 어머니는 수의사였다. 중학교를 졸업하고, 공장에 근무했다. 1983년부터 1989년까지 국립 모스크바 국제 관계 대학교에 재학했다.
1980년부터 2년간 징병되어 군대에 복무했다. 그 후, 국제 비지니스의 기업을 개시했고, 1989년 일소 합작 기업 「리코라드가」의 전무가 되었다. 1990년에는 사회장으로 승진했다. 1993년 4월 23일부터 2010년 10월 24일까지 러시아 칼미크 공화국의 대통령을 역임했다. 그 외에 국제 체스 연맹(FIDE) 회장을 역임했다.